# Brahma-sphuta-siddhanta
Brāhmasphuṭasiddhānta (Doctrina de Brahma Correctamente Establecida) es la obra cumbre del matemático indio Brahmagupta, escrito c. 628. Contiene grandes avances en matemáticas, incluyendo una buena comprensión del cero, reglas para manipular números positivos y negativos, un método para calcular raíces cuadradas, métodos de resolución para ecuaciones lineales y algunas cuadráticas y reglas para la sumatoria de series, la identidad de Brahmagupta y el teorema de Brahmagupta. El libro fue escrito enteramente en verso.

## Reglas para números de Brahmasphuta-siddhanta
Brhmasphuta-siddhanta es uno de los primeros libros en proveer ideas concretas acerca de los números positivos, negativos y el cero. Contiene las siguientes reglas:
- La suma de dos cantidades positivas es positiva
- La suma de dos cantidades negativas es negativa
- La suma de cero y un número negativo es negativa
- La suma de cero y un número positivo es positiva
- La suma de cero y cero es cero
- La suma de un positivo y de un negativo es su diferencia; si son iguales, es cero
- En la sustracción, el menor se ha de restar del mayor, positivo de positivo
- En la sustracción, el menor se ha de restar del mayor, negativo de negativo
- Cuando el mayor, sin embargo, se resta del menor, la diferencia se invierte
- Cuando positivo se resta de negativo, y negativo de positivo, deben sumarse juntos
- El producto de una cantidad negativa y una cantidad positiva es negativa
- El producto de una cantidad negativa y una cantidad negativa es positiva
- El producto de dos positivos, es positivo
- Positivo dividido por positivo o negativo dividido por negativo es positivo
- Positivo dividido por negativo es negativo. Negativo dividido por positivo es negativo
- Cero dividido por un número negativo o positivo es o bien cero o bien se expresa como fracción con cero como numerador y la cantidad finita como denominador
- Un número positivo o negativo al ser divididos por cero es una fracción con el cero como denominador
- Cero dividido por cero es cero

Las últimas dos reglas no son compatibles con la teoría de números moderna, pues la división por cero es indefinida sobre un cuerpo matemático; es remarcable sin embargo, que fue el intento más temprano por definir la división entre cero.